# Římskokatolická farnost Uherské Hradiště
Římskokatolická farnost Uherské Hradiště je územní společenství římských katolíků s farním kostelem svatého Františka Xaverského v děkanátu Uherské Hradiště.

## Historie farnosti
Doloženo je kontinuální osídlení oblasti při velkomoravských kostelích až do 13. století. Při založení Uherského Hradiště roku 1257 je uváděna kaple svatého Jiří. V druhé polovině 15. století a na začátku století šestnáctého byl tento objekt přestavěn a na začátku sedmnáctého století byla potvrzena hradišťská farnost. Ve druhé polovině 18. století kostel přestal sloužit svému účelu a bylo rozhodnuto jej zbořit. Novým farním kostelem s stal kostel svatého Františka Xaverského, postavený na konci 17. století.

## Duchovní správci
Seznam duchovních správců je znám (s přestávkami) od roku 1294. Od července 2016 do června 2024 byl farářem R. D. Mgr. Josef Říha. Od července 2024 byl ustanoven uherskohradišťským farářem P. Petr Bulvas.

## Bohoslužby
| Kostel                       | Místo            | Bohoslužba (den)                                 | Hodina                            | Poznámka     |
| ---------------------------- | ---------------- | ------------------------------------------------ | --------------------------------- | ------------ |
| svatého Františka Xaverského | Uherské Hradiště | neděle pondělí úterý středa čtvrtek pátek sobota | 8.30, 10.00 18.00 7.30 18.00 7.30 | farní kostel |

## Aktivity ve farnosti
Pravidelně se konají duchovní obnovy, setkání společenství, výuka náboženství, při bohoslužbách zpívá schola.
Ve farnosti se pravidelně pořádá tříkrálová sbírka. V roce 2017 dosáhl výtěžek sbírky v Uherském Hradišti-městě 370 252 korun a v Jarošově 44 553 korun.
V květnu 2017 udílel ve farnost svátost biřmování olomoucký arcibiskup Jan Graubner.